# خیارهای دریایی شگرف
خیارهای دریایی شگرف (نام علمی: Elasipodida) نام یک راسته از رده خیار دریایی است.

## نگارخانه

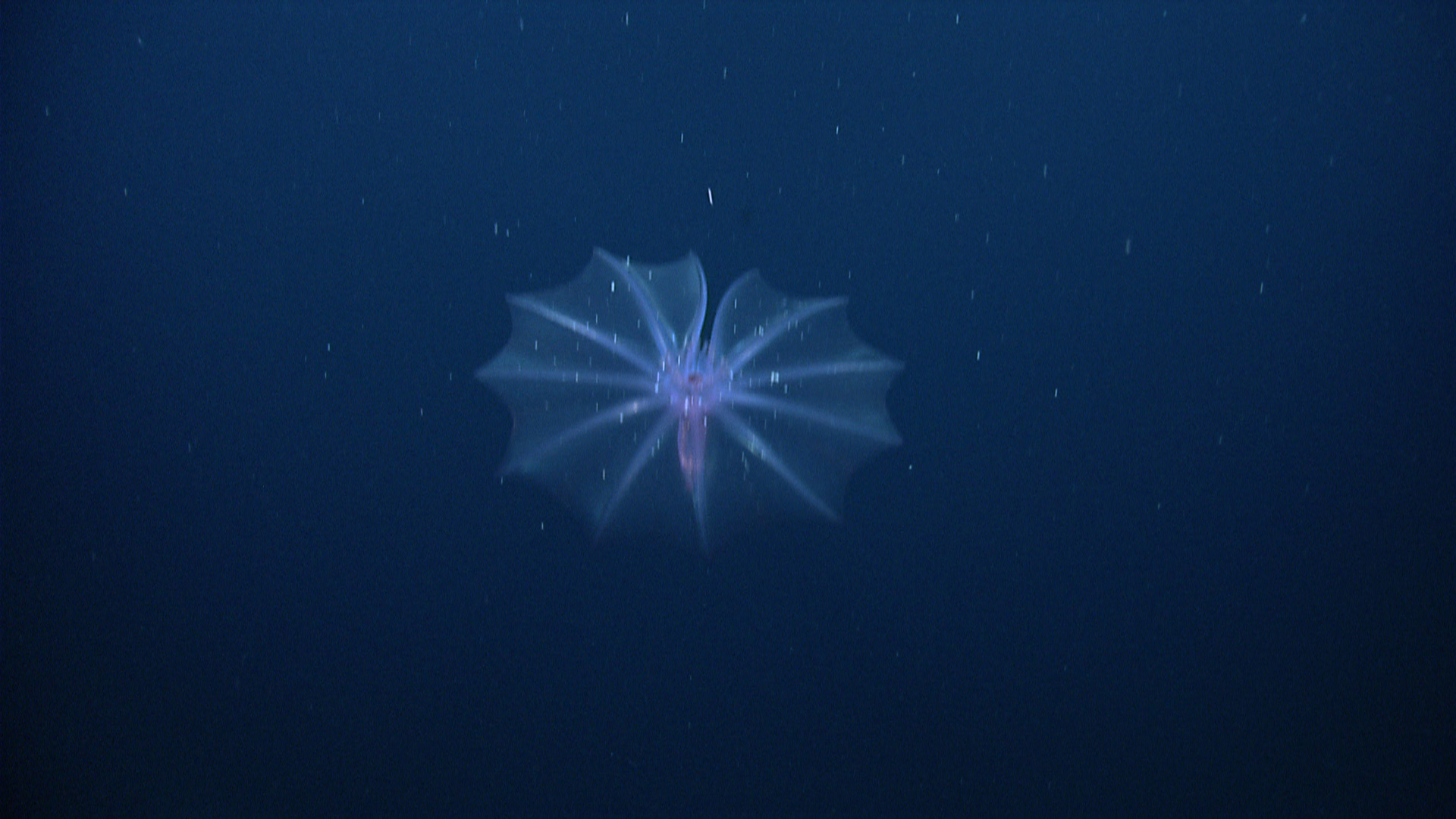
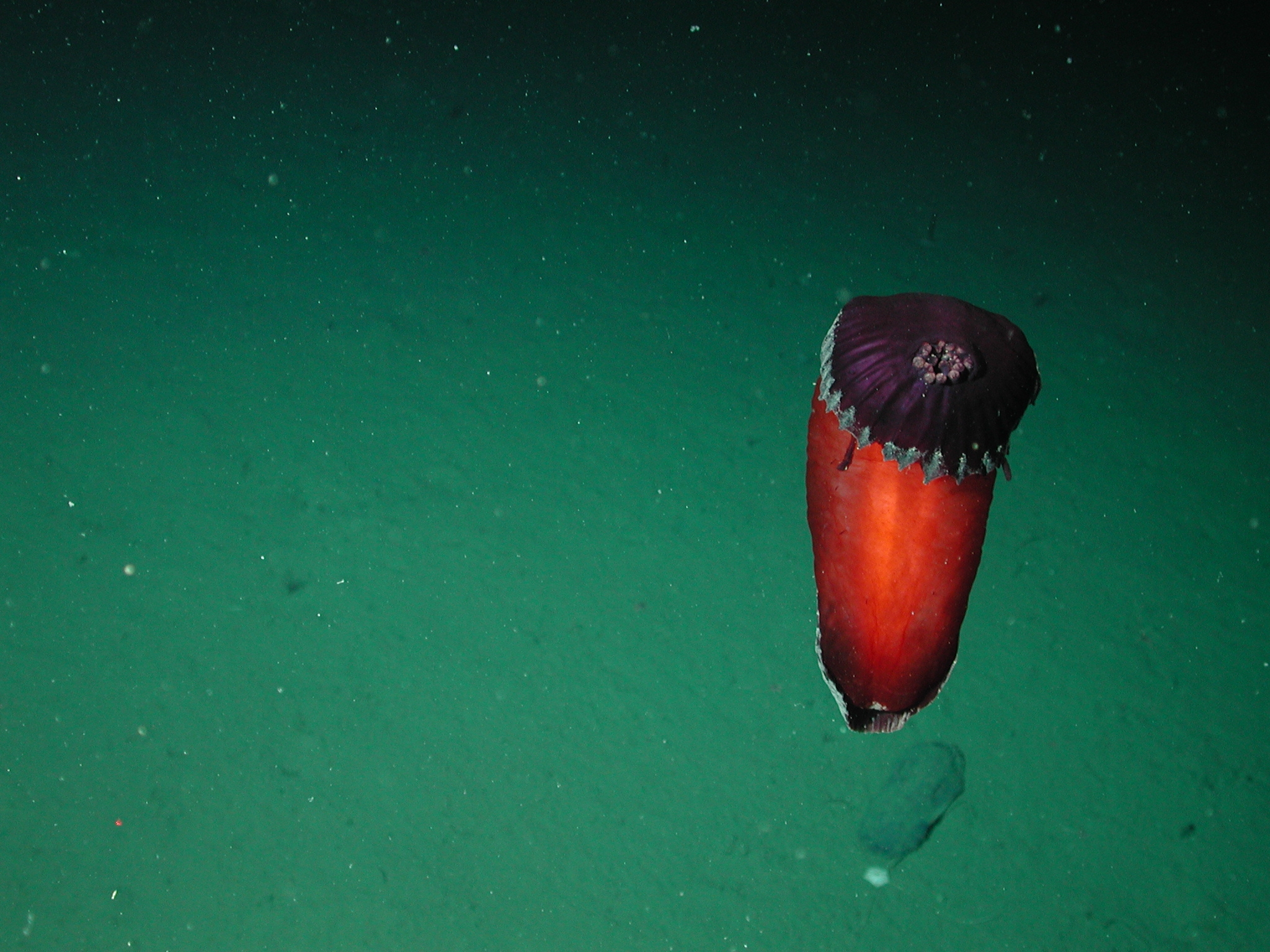
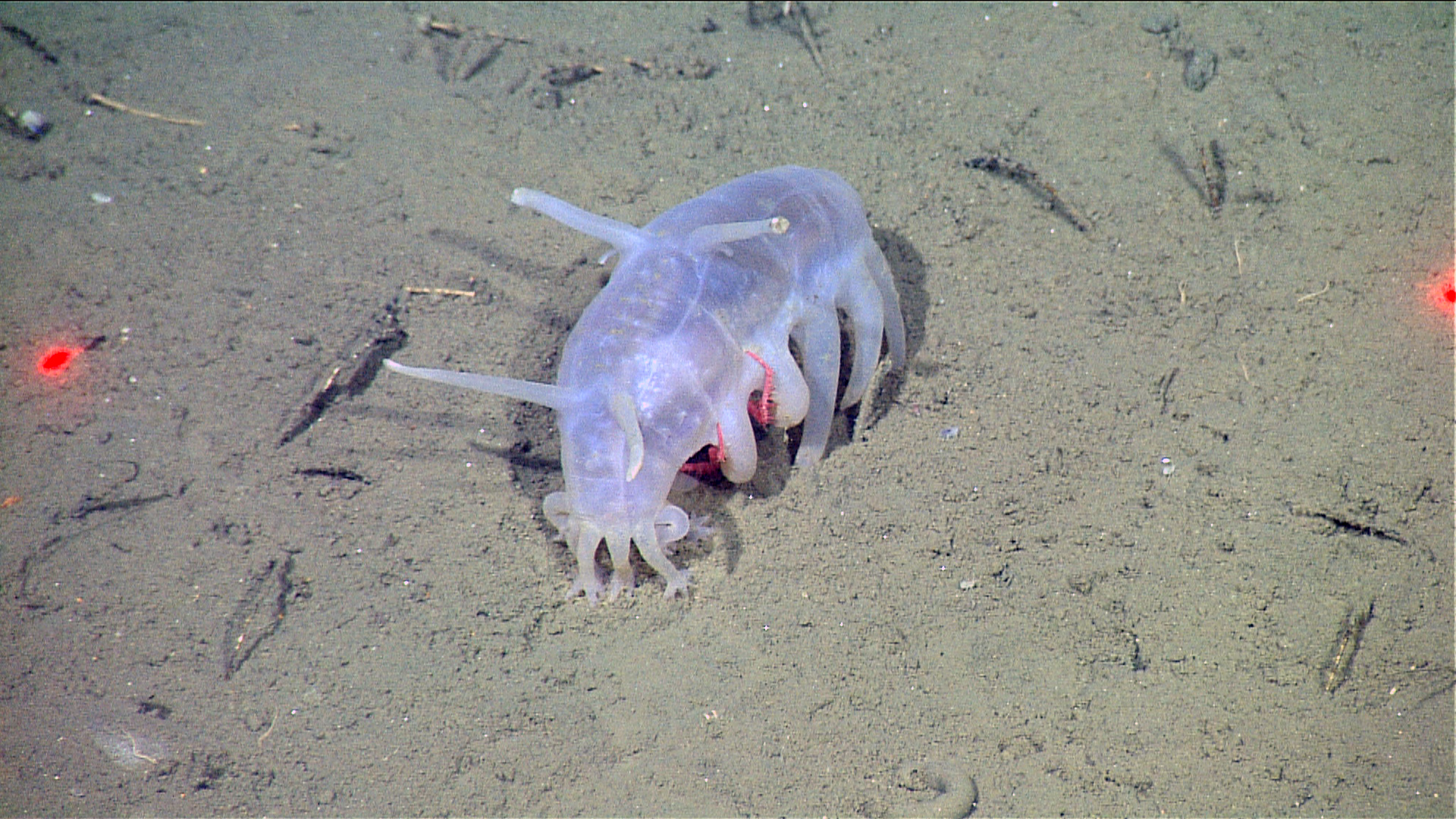
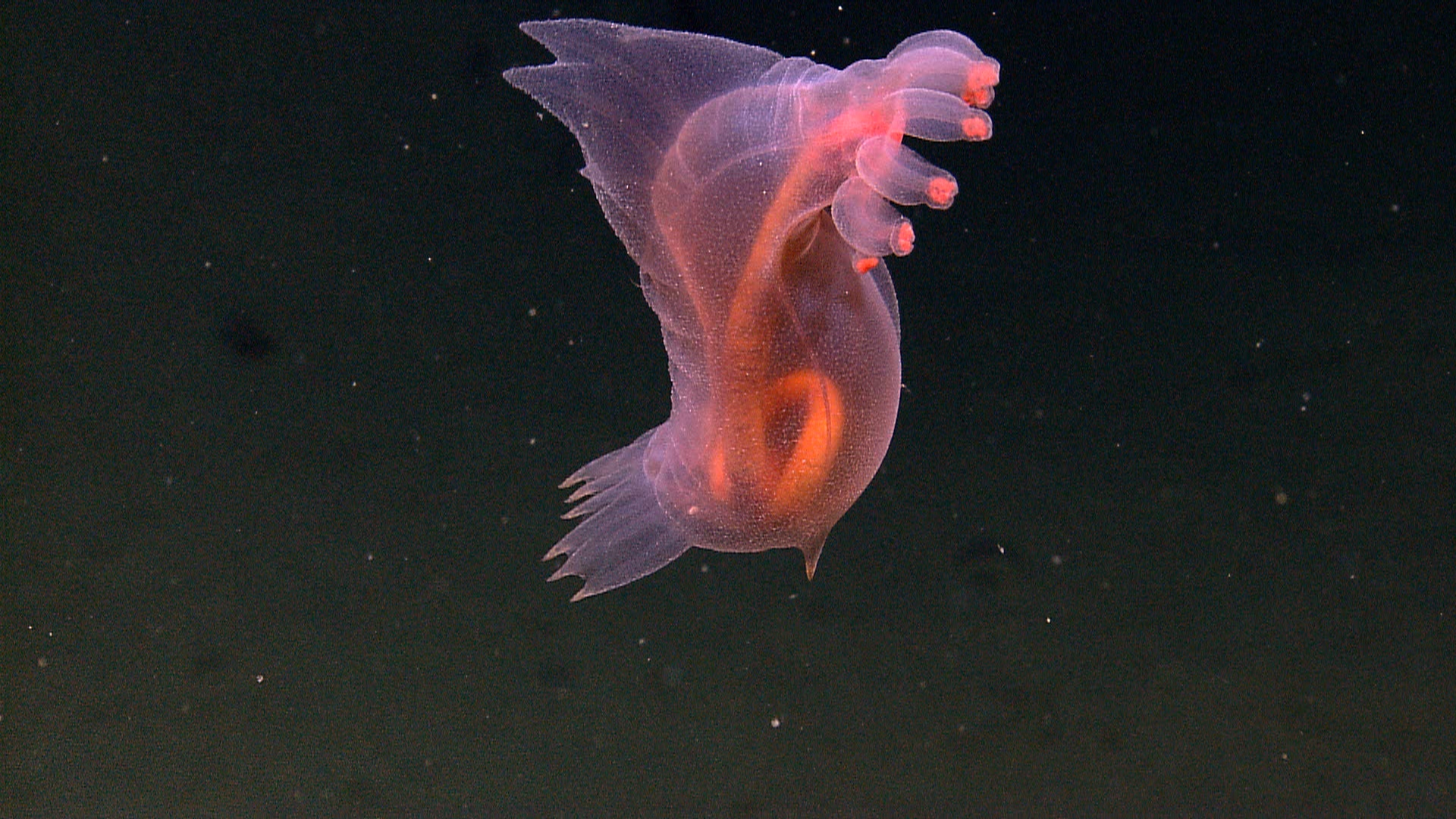
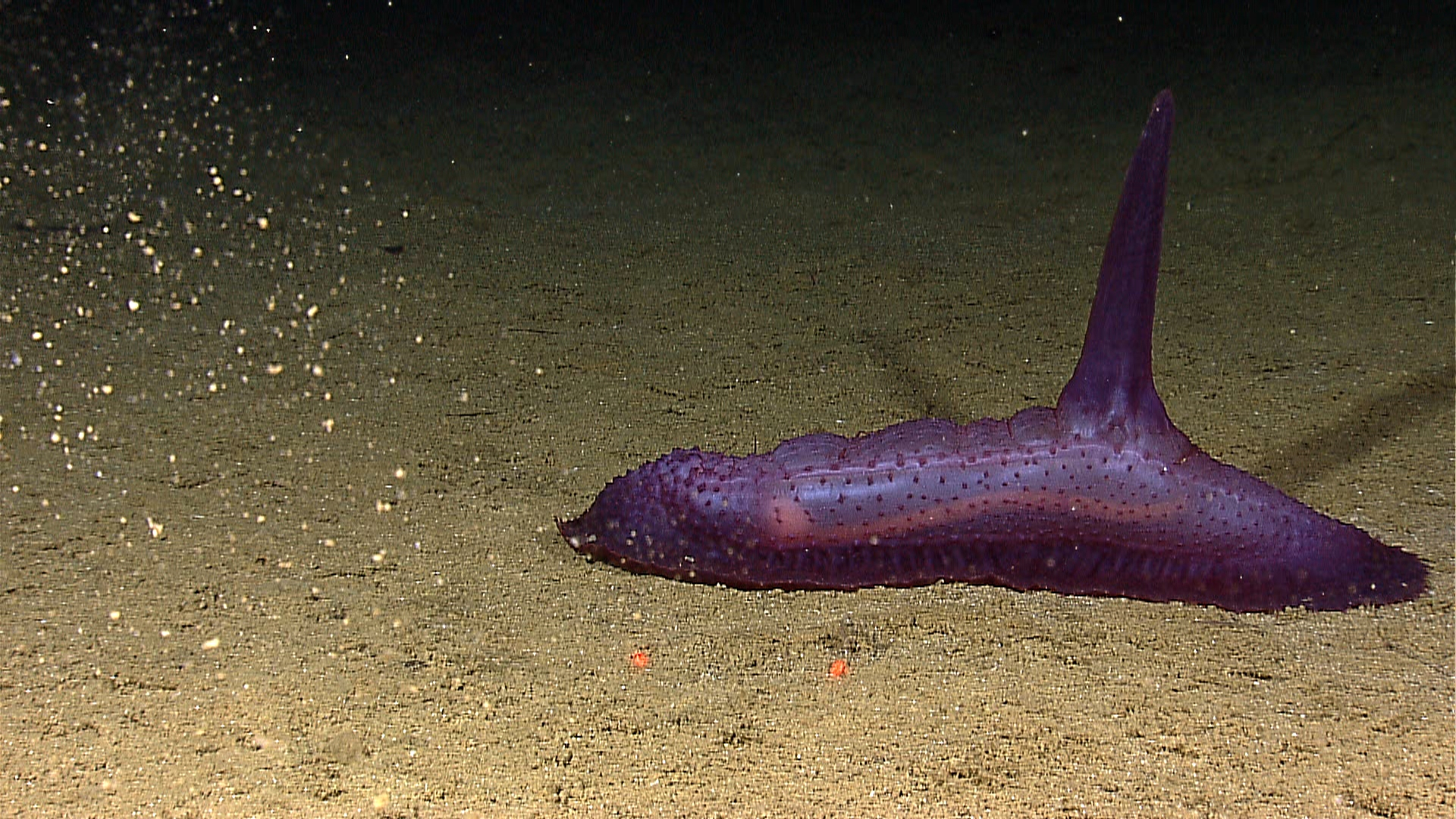